# Putovnica Bjelorusije
Putovnica Bjelorusije ili Bjeloruska putovnica je putna isprava koja se izdaje državljanima Republike Bjelorusije radi putovanja u tuzemstvu i inozemstvu. Putovnica služi kao dokaz bjeloruskog državljanstva i identiteta. U zemlji ju izdaje nacionalno Ministarstvo unutarnjih poslova a za državljane koji žive izvan zemlje Ministarstvo vanjskih poslova.
Same putovnice su podijeljene u osam serija ovisno o bjeloruskoj oblasti u kojoj su izdane:
- AB serija putovnica: Brestska oblast
- BM serija putovnica: Vitebska oblast
- HB serija putovnica: Gomeljska oblast
- KH serija putovnica: Grodnenska oblast
- MP serija putovnica: grad Minsk
- MC serija putovnica: Minska oblast
- KB serija putovnica: Mogiljovska oblast
- PP serija putovnica: izdaje ju MVP za državljane u inozemstvu.

Korice bjeloruske putovnice su plave, a može ju zatražiti svaki državljanin koji navrši 14 godina. Svi podaci o nositelju mogu se pročitati na bjeloruskom, ruskom i engleskom jeziku.

## Stranica s identifikacijskim podacima
Stranica s identifikacijskim podacima sadrži sljedeće podatke:
- ime, prezime i patronim (kasnije inačice putovnice na bjeloruskom i ruskom jeziiku)
- datum rođenja (DD. MM. GGGG)
- osobni broj
- spol
- mjesto rođenja
- nadnevak izdavanja (DD. MM. GGGG)
- nadnevak isteka (DD. MM. GGGG)
- izdana od
- potpis vlasnika putovnice
- potpis službenika koji je izdao putovnicu
- službeni grb
- mjesto prebivanja
- potrebne vize (opcionalno)
- pečat konzulata (za državljane koji žive u inozemstvu)
- informacije o djeci mlađoj od 16 godina
- informacije o bračnom stanju
- krvna grupa i Rhesusov faktor (opcionalno)
- etničko podrijetlo (opcionalno).

## Vizni sustav
██ Države u koje se može putovati putovnicom ili osobnom iskaznicom bez vize.
██ Države u koje se može putovati putovnicom bez vize.
██ Države za koje se viza izdaje na internetu ili prilikom dolaska u zemlju.
██ Države za koje je potrebno izdavanje vize od strane nadležnog diplomatskog predstavništva.
Do 1. siječnja 2008. državljani Bjelorusije su morali podnijeti zahtjev za žigom u svojim putovnicama kako bi mogli prijeći granicu. Naime, 2002. godine bjeloruski Ustavni sud je u svojoj odluci proglasio te žigove neustavnim. Zbog toga je predsjedničkim dekretom 17. prosinca 2007. odlučeno da će žigovi biti ukinuti što je i učinjeno s prvim danom sljedeće godine.
Bjeloruski građani ne trebaju vize za ulazak u bivše socijalističke republike SSSR-a (izuzev baltičkih zemalja) s time da u Rusiji imaju potpunu slobodu kretanja.
Prema Passport Indexu, bjeloruska putovnica je prema značajnosti na 52. mjestu te omogućava putovanja u 66 zemalja diljem svijeta bez vize. Time je u rangu s putovnicama Gambije, Gane, Katra i Nigera.

## Galerija slika
- Stara putovnica izdana 1918. godine.
- Bjeloruska putovnica (1991. – 1995.)
- Unutrašnjost bjeloruske putovnice (1991. – 1995.)
- Putovnica izdana 2001. godine.